# Скульптура святого Володимира (Джурин)
Скульптура святого Володимира — пам'ятка монументального мистецтва місцевого значення в Україні. Розташована в селі Джурин Чортківського району Тернопільської області, біля церкви.
Статус отриманий згідно з наказом управління культури Тернопільської облдержадміністрації від 27 січня 2010 року № 16. Перебуває у віданні Джуринської сільської ради.
Скульптура датована 1904 роком. Встановлена біля Церква Успіння праведної Анни і має напис на підмурівку: «Во честь і славу Богу сей пам`ятник поставлений за старанням комітету церкви в Джурині».
Оголошені пам'ятками монументального мистецтва місцевого значення, охоронні номери 3054.